# Parastratiosphecomyia szechuanensis
Parastratiosphecomyia szechuanensis är en tvåvingeart som beskrevs av Lindner 1954. Parastratiosphecomyia szechuanensis ingår i släktet Parastratiosphecomyia och familjen vapenflugor. Inga underarter finns listade i Catalogue of Life.

## Bildgalleri

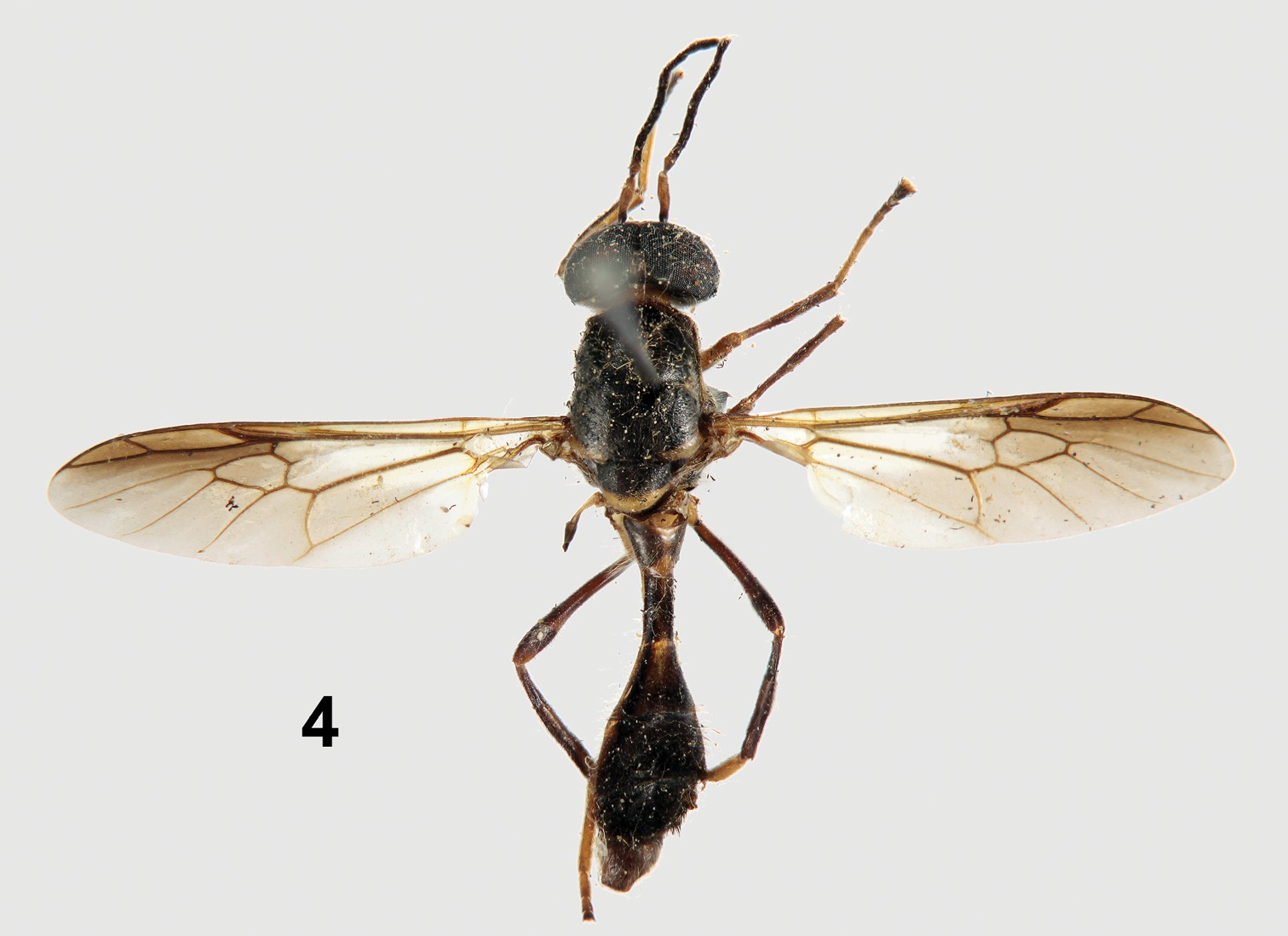